# Коваль Володимир Валентинович
Володи́мир Валенти́нович Кова́ль (нар. 14 грудня 1967 — 8 травня 2019) — старшина Збройних сил України, учасник російсько-української війни.

## Життєпис
Народився 1967 року в місті Цілиноград (Казахська РСР) у родині військовослужбовців. 1983-го закінчив ЗОШ в місті Спаськ-Дальній Приморського краю, а у 1985 році — середню школу № 12 міста Херсон; 1986 року — Херсонське вище професійне училище сервісу та дизайну. З 1986 по 1988 рік проходив військову строкову службу в РА. Демобілізувавшись, працював на взуттєвій фабриці в Херсоні. У 1989—1998 роках служив в органах внутрішніх справ — у Херсонському відділку; з 1998 року — командир роти судноводійського відділення Херсонського морського коледжу. У 2000 році з родиною переїхав в місто Хмельницький, працював приватним підприємцем разом із дружиною.
25 березня 2015 року мобілізований; проходив службу у відділі прикордонної служби «Станично-Луганське» Луганського прикордонного загону. З 28 лютого по 28 серпня 2017-го проходив службу у 92-й бригаді. З 2018 року — майстер виробничого навчання, Хмельницький професійний ліцей. Від 20 вересня того ж року — командир відділення 79-ї окремої десантно-штурмової бригади.
8 травня 2019-го загинув у бою від кульового поранення в шию, несумісного з життям під час нічного обстрілу терористами з АГС, ВКК та стрілецької зброї поблизу села Павлопіль.
11 травня 2019 року похований у Хмельницькому, на Алеї Слави кладовища Ракове.
Без Володимира лишились дружина та доросла донька-військовослужбовець НГУ.

## Нагороди та вшанування
- Указом Президента України № 469/2019 від 27 червня 2019 року за «особисту мужність і самовіддані дії, виявлені у захисті державного суверенітету та територіальної цілісності України» — нагороджений орденом «За мужність» III ступеня (посмертно)[3]
- Почесний громадянин міста Хмельницького (посмертно)